# Salviniaceae
Famille
Les Salviniaceae sont une famille de fougères aquatiques. Cette famille est actuellement classée dans l'ordre des Salviniales.
Les Salviniaceae comprennent deux genres : Azolla et Salvinia, pour un total de 20 espèces environ.
Le genre Azolla était précédemment classé dans sa propre famille, celle des Azollaceae, mais des recherches récentes ont montré que les genres  Azolla  et  Salvinia  ont une relation phylogénétique étroite comme le montre le cladogramme ci-après :
|  | Marsilea |
|  |          |

|  | Pilularia    |
|  |              |
|  | Regnellidium |
|  |              |

|  | Marsilea |
|  |          |

|  | Pilularia    |
|  |              |
|  | Regnellidium |
|  |              |

|  | \| \| Azolla \| \| \| \| \| \| Salvinia \| \| \| \| |
|  |                                                     |
|  | Azolla                                              |
|  |                                                     |
|  | Salvinia                                            |
|  |                                                     |

|  | Azolla   |
|  |          |
|  | Salvinia |
|  |          |

|  | Marsilea |
|  |          |

|  | Pilularia    |
|  |              |
|  | Regnellidium |
|  |              |

|  | Marsilea |
|  |          |

|  | Pilularia    |
|  |              |
|  | Regnellidium |
|  |              |

|  | \| \| Azolla \| \| \| \| \| \| Salvinia \| \| \| \| |
|  |                                                     |
|  | Azolla                                              |
|  |                                                     |
|  | Salvinia                                            |
|  |                                                     |

|  | Azolla   |
|  |          |
|  | Salvinia |
|  |          |

## Étymologie
Le nom vient du genre type Salvinia, dont le nom est un hommage au botaniste italien A.W. Salvini (1633–1729).

## Description générale
Les Salviniacées sont des plantes aquatiques flottantes, non enracinées. Elles sont composées d'une tige ramifiée. À chaque nœud, il apparaît 3 feuilles  présentant un dimorphisme marqué : 2 feuilles chlorophylliennes sont étalées à la surface de l'eau (rôle dans la flottaison), la troisième feuille est réduite à ses nervures (ressemble à des racines). Cette dernière porte les fructifications (sporanges).
Les sporanges sont regroupées en sporocarpes qui ne produisent qu'un seul type de spores, on distingue :
- les microsporocarpes (microsporanges) formant des microspores.
- les macrosporocarpes (macrosporanges) formant des macrospores.

Ainsi, on parle d'hétérosporie conduisant à une hétéroprothallie.
Les Salviniacées pratiquent abondamment la multiplication végétative ce qui leur permet de coloniser rapidement un milieu quand les conditions sont favorables.
Les salvinias, Salvinia natans, qu'on pourrait éventuellement confondre avec des lentilles d'eau (Lemnacées)  ont des feuilles groupées par trois sur un rhizome flottant. Une des trois feuilles, très découpée, pend sous la surface comme une masse de racines mais porte les sporanges, les deux autres feuilles assurent la flottaison protégées par des poils qui les empêchent d'être mouillées.
La salvinia géante, Salvinia molesta, originaire du Brésil, a une croissance très rapide et devient une plante envahissante dans de nombreuses régions.